# بروكاتيرول
بروكاتيرول Procaterol يطبق كبروكاتيرول هيدروكلورايد، هو ناهض لمستقبلات بيتا 2 الادرينارجية متوسط التأثير يستخدم لعلاج الربو.
لم يتم مطلقاً تقديمه للتقييم إلى إدارة الغذاء والدواء الأميركية FDA في الولايات المتحدة، حيث لم يتم تسويقه. يتأكسد الدواء بسهولة بوجود الرطوبة والهواء، مما يجعله غير مناسب للاستعمال العلاجي عن طريق الإستنشاق.
الشركة الصيدلانية بارك-دافيس/وارنر-لامبيرت Parke-Davis/Warner-Lambert أجرت بحثاً عن عامل ثبات لمنع الأكسدة، ولكن لم يتم تطوير أي عامل ثبات فعال مطلقاً.

## احتياطات خاصة
فرط الدرق، عدم كفاءة العضلة القلبية، اضطراب نظم القلب، قابلية تطاول فترة QT ، فرط ضغط الدم، داء السكري، الربو الشديد، الحمل. لا يستخدم في معالجة الربو المتوسط إلى الشديد.

## الإعطاء
ممكن أن يعطى مع أو بدون الطعام.

## التفاعلات الدوائية العكسية
رعاش رقيق للعضلات الهيكلية، خفقان، تسرع قلب، توتر عصبي، صداع، توسع وعائي محيطي، معص عضلي (نادر)، تفاعلات فرط حساسية.

## التداخلات الدوائية
تزايد خطر اضطراب نظم القلب المحرض بالديجيتال.

## احتمال أن يكون قاتلاً
تزايد خطر اضطراب نظم القلب المحرض بالديجيتال.

## آلية التأثير
بروكاتيرول هو مقلد ودي مباشر التأثير مع تأثير مهيمن منبه للمستقبلات الارينالية بيتا انتقائي لمستقبلات بيتا 2.
- البدء: الاستنشاق الفموي: 5 دقائق.
- المدة: الاستنشاق الفموي: 8 ساعات.

## الاستعمال والجرعة
- فموياً: التشنج القصبي الحاد

البالغين: على شكل هيدروكلورايد: 50 ميكروغرام مرة واحدة أو مرتين يومياً.
- الاستنشاق: التشنج القصبي الحاد

1-البالغين: على شكل هيدروكلورايد:جرعة ضبوب مقاسة: 10-20 ميكروغرام تصل إلى ثلاث مرات يومياً.
على شكل سائل استنشاق عبر الإرذاذ 100 ميكرواغرام/مل: الجرعات الاعتيادية 30-50 ميكروغرام.
2-الجرعة القصوى: جرعة ضبوب مقاسة: 20 ميكروغرام ثلاث مرات يومياً.